# Anita Schubert
Anita Schubert (* 17. Dezember 1937 in Breslau) ist eine deutsche Objektkünstlerin, Malerin und Collagistin.

## Leben und Werk
Die Familie Anita Schuberts kam in der Folge des Zweiten Weltkriegs aus Breslau in die Sowjetische Besatzungszone. Anita Schubert absolvierte von 1958 bis 1961 in Magdeburg bei Heinz Bormann eine Lehre als Damenmaßschneiderin und studierte ab 1961 Gebrauchsgrafik an der Fachschule für Angewandte Kunst Magdeburg und nach deren Schließung ab 1963 an der Fachschule für Werbung und Gestaltung Berlin-Oberschöneweide.
Sie ist seit 1971 freischaffend tätig und lebt in Neddemin. In der DDR arbeitete sie vor allem als Gebrauchsgrafikerin. Sie gestaltete u. a. Ausstellungskataloge und Plakate, z. B. 1979 zum Jahr des Kindes.
Anita Schubert hatte in der Zeit der DDR mehrere Einzelausstellungen und war an wichtigen Gruppenausstellungen beteiligt, u. a. von 1977 bis 1988 an der VIII. bis X. Kunstausstellung der DDR und an Ausstellungen im Ausland in Brno, Lahti, Prag, Warschau und in Irland.
Seit der deutschen Wiedervereinigung arbeitet Anita Schubert vermehrt als freie Künstlerin. Sie fertig insbesondere Collagen und Objekte. Für ihre Bilder bedient sie sich u. a. der Methode des Pulp Painting. Aus Papier und Textil fertigt sie Gewänder wie Kimonos, Hemden, Hüte, Corsagen und Kesas. Daneben betätigt sie sich als Fotografin.
Anita Schubert ist mit dem Fotografen Hans-Joachim Schubert (* 1936) verheiratet.

## Mitgliedschaften
- 1971 bis 1990: Verband Bildender Künstler der DDR
- seit 1990: Künstlerbund Mecklenburg und Vorpommern

## Ehrungen
- 1983: Fritz-Reuter-Preis des Rates des Bezirks Neubrandenburg
- 1984: Theodor-Körner-Preis (im Kollektiv)

## Selbstreflexion
„Mit der Technik des Papierschöpfens erreiche ich, die historischen Monogramme und Verzierungen in eine andere freie Form zu überführen. Außerdem lasse ich altes gebrauchtes textiles Material, Baumwoll- und Leinenlumpen, im Holländer zerkleinern, das damit zum Faserbrei für die Bütte wird. Daraus kann ich mit dem Sieb schöpfen, und die Fasern verdichten sich zu Papier. So geht sowohl die Form als auch das stoffliche Material in die Erinnerungsgestalt ein.“

## Einzelausstellungen seit der deutschen Wiedervereinigung (Auswahl)
- 1998: Stralsund, Kulturhistorisches Museum („Köpfe/Geschöpfe. Collagen/Papiere“)
- 2016: Neustrelitz, Galerie der Sparkasse Mecklenburg-Strelitz (Malerei und Collagen)[3]
- 2018: Regionalmuseum Neubrandenburg („Erinnerung im Papier. Gesammelte Spuren auf dem Alltagsmaterial Papier“)
- 2018: Neustrelitz, Speicher Nr. 3 („Kimono & Co. Kimonos, Hemden, Hüte, Kleider, Kesas, Korsagen, Behänge“)
- 2019: Teterow, Galerie Teterow („Hüte, Akte, Sommerzeit“; mit Hans-Joachim Schubert)[4]
- 2021: Templin, Galerie im Neuen Rathaus („Im Garten der Papiere“)[5]
- 2023: Neustrelitz, Galerie der Sparkasse Mecklenburg-Strelitz (Fotografien von ihrer Ägypten-Reise)[6]
- 2024: Magdeburg, Galerie Himmelreich („Im Papier Himmelreich“)[7]

## Weitere Literatur
- Dietmar Eisold (Hrsg.): Lexikon Künstler in der DDR. Verlag Neues Leben, Berlin, 2010, S. 857. ISBN 978-3-355-01761-9
- Antje Soléau: Vom Reiz des Unscheinbaren. Anita Schubert und ihre Papiere. In: Textilkunst international. 2/2018, S. 68–72